# Вадим
Свети Вадим (лат: Bademus) је био богати племић из Бетлапете у Персији, који је основао манастир и постао игуман. 
За време владавине персијског цара Шапура II бачен је у тамницу са седам ученика. Са њима у тамници је био и неки кнез Нирсан, такође хришћанин. Сваки дан су их изводили и тукли. Због тога се уплашио кнез Нирсан и обећао напустити хришћанство и поклонити се сунцу. Сапору је то било драго, па је обећао Нирсану дати уз остало благо и цело имање манастира Вадимовог, ако он својом руком посече Вадима. Нирсан се на то сагласио и посекао Вадима. Међутим ускоро је пао у очајање и сам себе пробио мачем. Преподобни мученик Вадим је пострадао 376. године.
Српска православна црква слави га 9. априла по црквеном, а 22. априла по грегоријанском календару.